# 自動車損害賠償保障法
自動車損害賠償保障法（じどうしゃそんがいばいしょうほしょうほう、昭和30年7月29日法律第97号）は、自動車の運行によつて人の生命または身体が害された場合における損害賠償を保障する制度を確立することにより、被害者の保護を図り、あわせて自動車運送の健全な発達に資することに関する法律である。
1955年（昭和30年）8月に部分施行され、1956年（昭和31年）2月までに全文施行された。
主務官庁は金融庁監督局保険課と国土交通省物流・自動車局安全政策課で、道路交通法を所管する警察庁交通局交通指導課、自動車運転処罰法を所管する法務省刑事局刑事課、JA共済を監督する農林水産省経営局保険課など他省庁と連携して執行にあたる。

## 沿革
2002年（平成14年4月1日）の改正では、国土交通大臣及び金融庁長官の指定（自賠責法23条の5）による指定紛争処理機関（裁判外紛争解決機関）として、自賠責保険・共済紛争処理機構が設置された（第3章第2節の2）。

## 構成
- 第1章 総則（第1条・第2条）
- 第2章 自動車損害賠償責任（第3条・第4条）
- 第3章 自動車損害賠償責任保険及び自動車損害賠償責任共済
  - 第1節 自動車損害賠償責任保険契約又は自動車損害賠償責任共済契約の締結強制（第5条 - 第10条の2）
  - 第2節 自動車損害賠償責任保険契約及び自動車損害賠償責任共済契約（第11条 - 第23条の4）
  - 第2節の2 指定紛争処理機関（第23条の5 - 第23条の21）
  - 第3節 自動車損害賠償責任保険事業及び自動車損害賠償責任共済事業（第24条 - 第30条）
  - 第4節 自動車損害賠償責任保険審議会（第31条 - 第70条）
- 第4章 政府の自動車損害賠償保障事業（第71条 - 第82条の2）
- 第5章 雑則（第82条の3 - 第86条）
- 第6章 罰則（第86条の2 - 第92条）
- 附則

## 関連法令
- 自動車損害賠償保障法施行令（昭和30年政令第286号） - いわゆる「後遺障害等級表」（別表第二）を定めている。
- 自動車損害賠償保障事業賦課金等の金額を定める政令（昭和30年政令第316号）
- 自動車損害賠償保障法第二十九条の二第一項に規定する保険会社及び組合の料率団体に対する報告に関する内閣府令（平成8年大蔵省令第61号）
- 自動車損害賠償保障法第二十八条の三第一項に規定する準備金の積立て等に関する命令（平成9年大蔵省・厚生省・農林水産省・通商産業省・運輸省令第1号）
- 自動車損害賠償責任保険の保険金等及び自動車損害賠償責任共済の共済金等の支払の適正化のための措置に関する命令（平成13年1内閣府・国土交通省令第2号）
- 自動車損害賠償責任保険審議会規則（昭和45年大蔵省令第66号）
- 自動車損害賠償責任保険審議会令（平成12年政令第264号）